# Jizerní Vtelno
Jizerní Vtelno (en allemand : Iser-Wtelno) est une commune du district de Mladá Boleslav, dans la région de Bohême-Centrale, en République tchèque. Sa population s'élevait à 334 habitants en 2020.

## Géographie
Jizerní Vtelno se trouve à 6 km au sud-ouest de Mladá Boleslav et à 44 km au nord-est de Prague.
La commune est limitée par Strenice et Krnsko au nord, par Písková Lhota à l'est, par Hrušov et Chotětov au sud, et par Bezno à l'ouest.

## Histoire
La première mention écrite de la localité date de 1229.

## Transports
Par la route, Jizerní Vtelno se trouve à 12,5 km de Mladá Boleslav et à 60 km du centre de Prague.

## Galerie

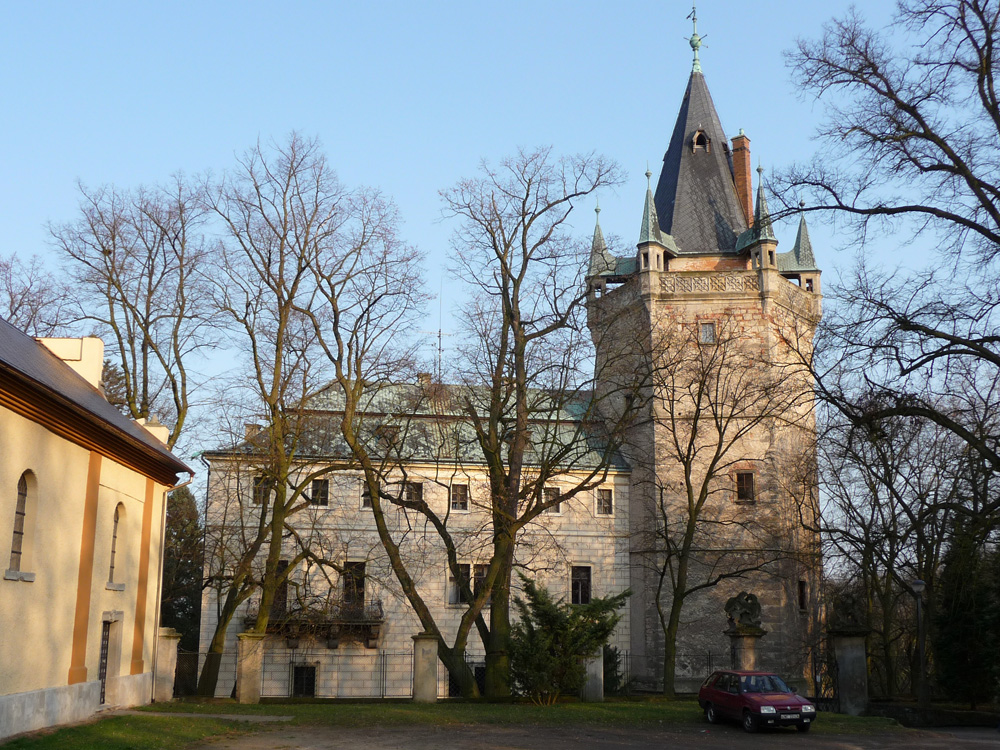
Château de Stránov.
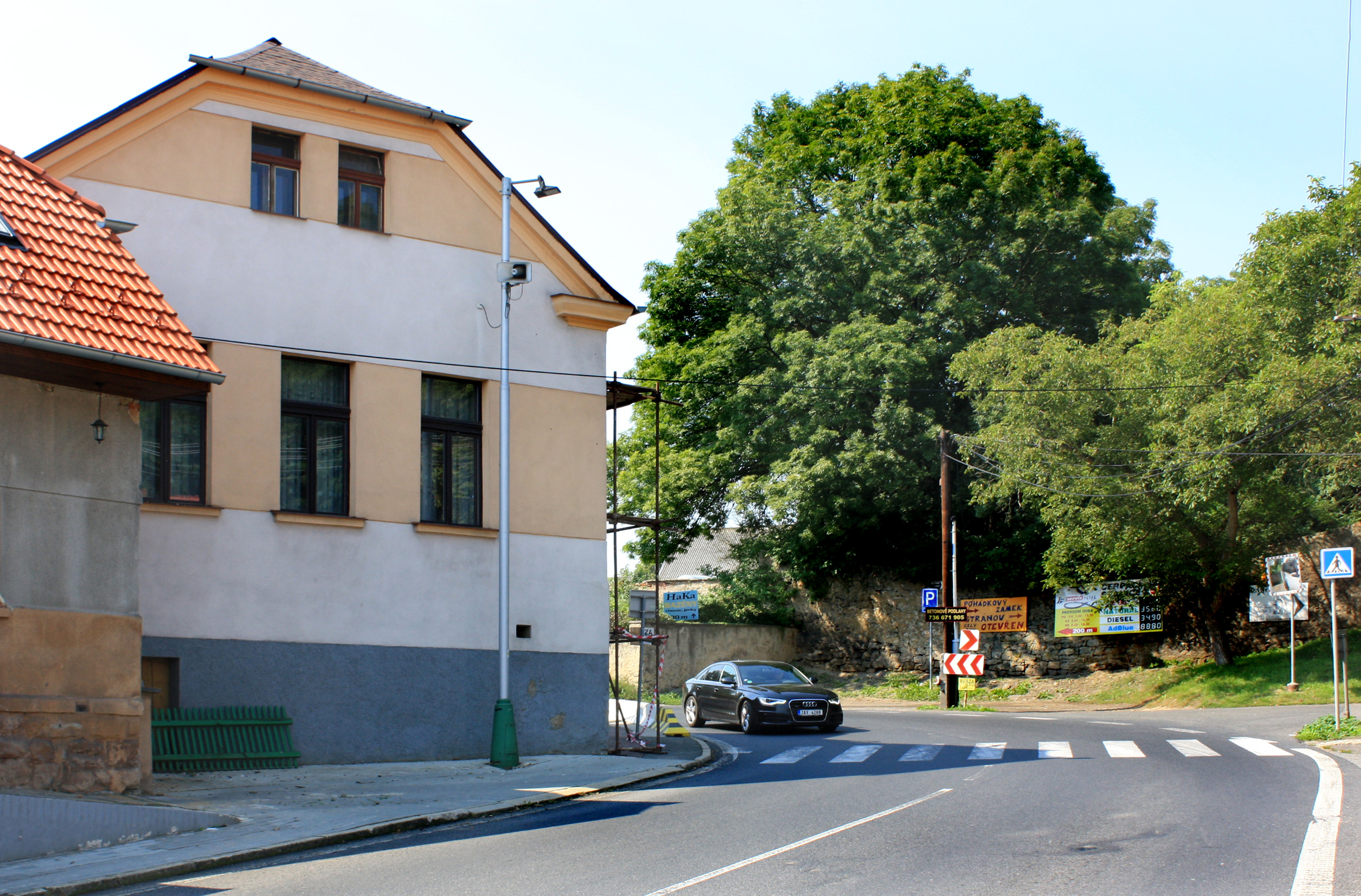
La mairie.
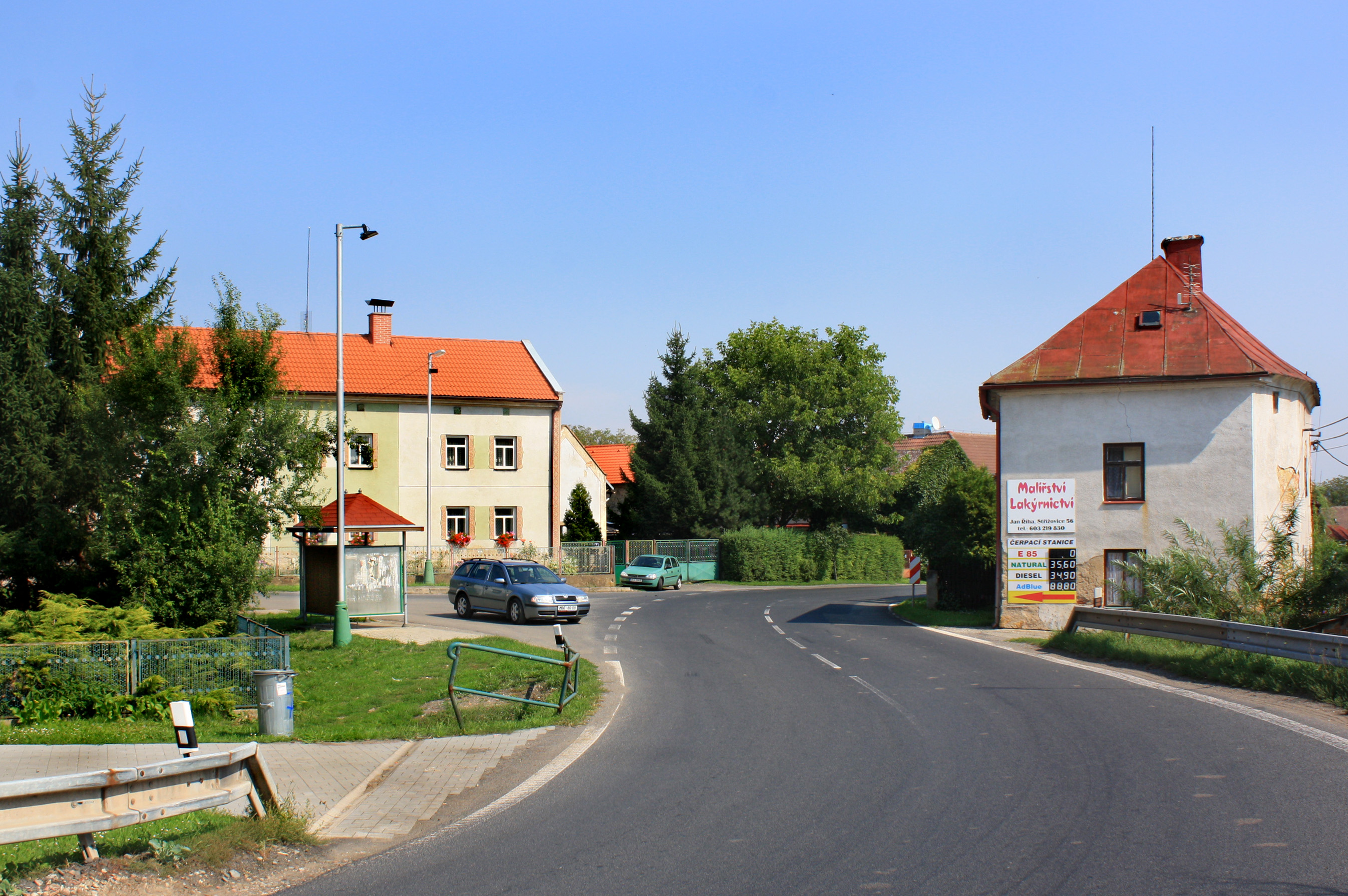
Arrêt de bus.